# Badan (Cameroun)
Badan est un village camerounais de la région de l'Est. Il se situe dans le département de Lom-et-Djérem et dépend de la commune de Garoua-Boulaï et du canton de Doka. 
Il se trouve sur la route de Bétaré-Oya a Ndokayo et à Garoua-Boulaï. 

## Population
D'après le recensement de 1966, le village comptait 601 habitants. Il en comptait 958 en 2005 et 1 514 en 2011 dont 681 jeunes de moins de 16 ans et 210 enfants de moins de 5 ans. 

## Infrastructures
Selon le plan de développement de la commune de Garoua-Boulaï, il était prévu en 2011 de réhabiliter les salles de classe du village et de construire un point d'eau et des latrines. 
Le plan indique aussi la construction d'une route en terre reliant Badan à Nyoffi (10 km). 